# Свршата Велика
43° 51′ 43″ N 15° 16′ 26″ E / 43.86194° С; 15.27389° И
Свршата Велика је ненасељено острвце у хрватском дијелу Јадранског мора. Налази се у Корнатском архипелагу између острва Жут и Корнат пред улазом у залив Стативал на острву Корнат. Њена површина износи 0,269 km², док дужина обалске линије износи 3,1 km. Највиши врх је висок 31 m. Грађена је од кречњака кредне старости. Административно припада општини Муртер-Корнати у Шибенско-книнској жупанији.